# Театральный сквер (Харьков)
Сквер «Театральный» был заложен в 1876 году на месте старых земляных укреплений (2-й линии), располагается в центральной исторической части города удобно соединяя ул. Сумскую с ул. Пушкинской. Восточный конец сквера выходит на площадь Поэзии. Здесь в 1904 году был установлен бронзовый бюст А. С. Пушкина. В 1909 году на западном конце сквера, напротив театра, был установлен бюст Н. В. Гоголя. Автор обоих памятников — скульптор Б. В. Эдуардс. Общая площадь сквера — 0, 55 га. В сквере установлено 22 скамейки для отдыха. Другое название «Сквер поэзии».